# Sacco di Damietta (853)
Il Sacco di Damietta è stata una vittoriosa incursione sulla città portuale di Damietta sul delta del Nilo compiuta dalla marina bizantina il 22–24 maggio 853. La città, la cui guarnigione era assente in quel momento, fu saccheggiata dai Bizantini, che si impadronirono non solo di molti prigionieri ma anche di grandi quantitativi di armi e vettovaglie destinati all'Emirato di Creta. L'attacco bizantino, ripetutosi negli anni successivi, scosse le autorità Abbasidi, e furono prese urgenti misure per rifortificare le coste e rinforzare la flotta locale, portando a una rinascita della marina egiziana che ebbe il suo picco nei periodi tulunide e fatimide.

## Contesto storico
Tra l'820 e l'830, l'Impero bizantino aveva subito due pesanti colpi che avevano posto fine alla sua superiorità navale nel Mediterraneo: l'inizio della conquista islamica della Sicilia e la caduta di Creta in mano a esiliati andalusiani. Queste sconfitte diedero inizio a un periodo caratterizzato da incursioni quasi sempre incontrastate dei pirati Saraceni alle coste settentrionali cristiane. La fondazione dell'Emirato di Creta, che divenne un rifugio per le navi musulmane, espose il Mar Egeo alle loro incursioni, mentre il loro — seppur parziale — controllo della Sicilia permise agli Arabi di saccheggiare e persino insediarsi in Italia e sulle coste dell'Adriatico. Alcuni tentativi bizantini di riprendere Creta negli anni immediatamente successivi alla conquista andalusa, come anche una invasione a larga scala nell'842/43, fallirono con pesanti perdite.

## Spedizione bizantina contro Damietta
Nell'853 il governo bizantino cambiò approccio: invece di attaccare Creta direttamente, si tentò di tagliare le linee di rifornimento dell'isola, colpendo in particolare l'Egitto, che era, secondo Alexander Vasiliev, "l'arsenale dei pirati di Creta". Lo storico arabo al-Tabari riferisce che furono allestite tre flotte, per un totale di circa 300 navi, che furono spedite in incursioni simultanee su basi navali musulmane nel Mediterraneo orientale. I precisi bersagli delle prime due flotte non sono noti, ma la terza, comprendente 85 navi e 5000 uomini sotto il comando di un generale chiamato "Ibn Qaṭūnā" dalle fonti musulmane, si diresse verso la costa egiziana.
Il nome "Ibn Qaṭūnā" è evidentemente una corruzione, e numerose proposte di identificazione sono state avanzate dagli studiosi moderni, ma senza poggiare su basi certe. Basandosi sulla somiglianza delle consonanti nei loro nomi, Henri Grégoire propose l'identificazione con Sergio Nicetiate, che tuttavia morì probabilmente nell'843, o con Costantino Contomita. In un più tardo lavoro del 1952 suggerì una possibile identificazione con il parakoimomenos Damiano, considerando il nome arabo una traduzione del titolo bizantino epi tou koitonos ("responsabile della camera a letto imperiale"). In precedenza, nel 1913, lo studioso siriano E. W. Brooks aveva avanzato un'identificazione con lo strategos Photeinos.
Le difese navali egiziane erano deboli. La flotta egiziana era declinata rispetto al picco raggiunto in era umayyade ed era perlopiù impiegata nel Nilo piuttosto che nel Mediterraneo. Le fortificazioni lungo le paludi costiere, che erano presidiate da guarnigioni di volontari, erano state abbandonate verso la fine dell'VIII secolo. I Bizantini lo avevano sfruttato nell'811/12 e di nuovo intorno all'815, sferrando incursioni contro le coste dell'Egitto. La flotta bizantina arrivò a Damietta il 22 maggio 853. La guarnigione della città era assente perché aveva preso parte a una festa per il Giorno di Arafah, organizzata dal governatore Anbasah ibn Ishaq al-Dabbi a Fustat. Gli abitanti di Damietta fuggirono dalla città rimasta senza difese, che fu saccheggiata per due giorni e poi data alle fiamme dalle truppe bizantine. I Bizantini portarono con sé circa seicento tra arabi e donne copte, oltre a grandi quantitativi di armi e vettovaglie che dovevano essere destinate a Creta. La flotta salpò verso est e attaccarono la resistente fortezza di Ushtun. Nell'espugnarla, diedero fuoco alle molte macchine da assedio nonché l'artiglieria qui trovata prima di fare ritorno alle loro basi.

## Conseguenze
Anche se l'incursione a Damietta fu, secondo lo studioso Vassilios Christides, "una delle operazioni militari più brillanti" intraprese dall'esercito bizantino, fu completamente ignorato nelle fonti bizantine, probabilmente perché la maggior parte di esse erano ostili nei confronti di Michele III (r. 842-867) e il suo regno. Di conseguenza, l'incursione è nota solo grazie a due resoconti arabi, di al-Tabari e di Ya'qubi.
I Bizantini fecero un'altra incursione a Damietta nell'854. Un'ulteriore incursione potrebbe aver avuto luogo nell'855, dato che le fonti arabe indicano che l'arrivo di una flotta bizantina in Egitto fu anticipato dalle autorità Abbasidi. Nell'859, la flotta bizantina attaccò Farama. Malgrado questi successi, la pirateria saracena nell'Egeo continuò ad agire indisturbata, raggiungendo il suo picco agli inizi del X secolo, con il sacco di Tessalonica, seconda città dell'Impero bizantino, nel 904, e le attività dei rinnegati Leone di Tripoli e Damiano di Tarso. Fu solo nel 961 che i Bizantini riconquistarono Creta, e si assicurarono il controllo dell'Egeo.
Come conseguenza immediata, secondo i cronisti arabi, l'incursione mise a nudo la vulnerabilità dell'Egitto dal mare. Dopo un lungo periodo di trascuratezza, le difese marittime dell'Egitto furono urgentemente rinforzate dal governatore Anbasah. Entro nove mesi dal sacco, Damietta fu rifortificata insieme a Tinnis e Alessandria. Diverse opere furono intraprese a Rosetta, Borollos, Ashmun, at-Tina, e Nastarawwa, mentre vennero costruite nuove navi e reclutati nuovi equipaggi. La maggior parte dei marinai furono coscritti a forza tra i Copti e gli Arabi dell'entroterra, il che fece acquisire a Anbasah una cattiva reputazione nelle fonti coeve, e lamentele contro il suo operato furono rivolte al Califfo al-Mutawakkil. Fonti islamiche più tarde come al-Maqrizi nonché fonti copte confermano che la nuova flotta fu impiegata in incursioni contro i Bizantini negli anni successivi, anche se non vengono descritte nei dettagli. Si ritiene che questa attività avesse segnato la rinascita della marina egiziana, che raggiunse il numero di 100 navi sotto la dinastia tulunide (868–905) e raggiunse il suo picco sotto i Fatimidi (969–1171).